# کلاس (شرکت آلمانی)

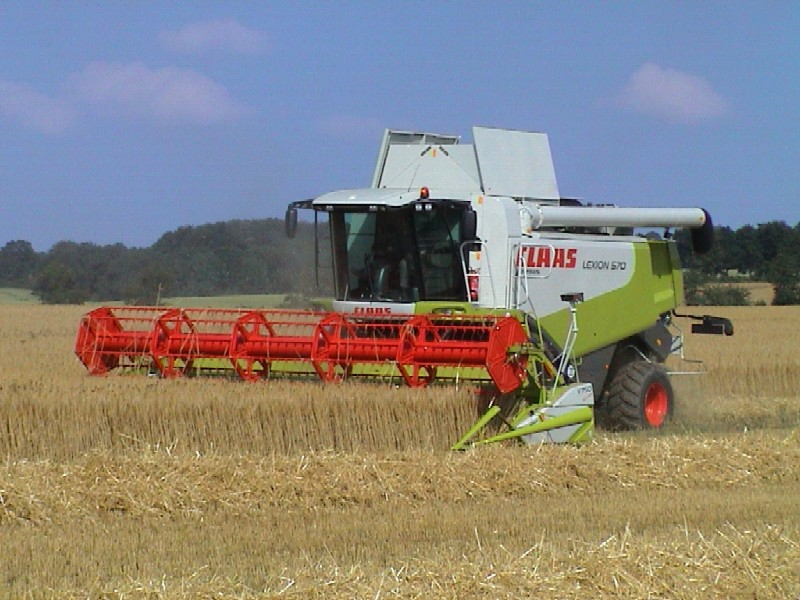
کمباین دروگر CLAAS LEXION

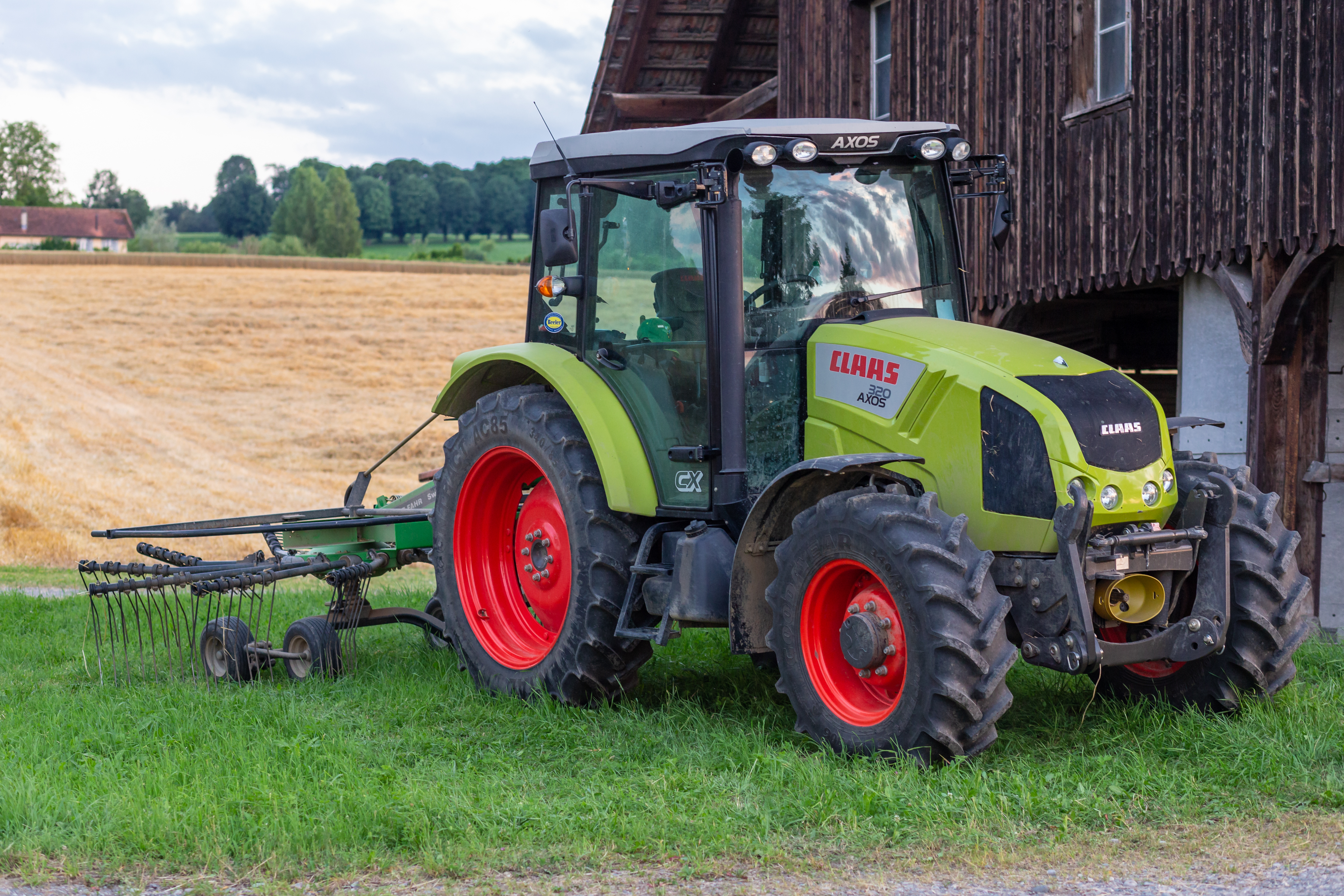
تراکتور CLAAS AXOS 320

کلاس (به آلمانی: Claas) شرکت سازنده ماشین‌آلات کشاورزی است که در سال ۱۹۱۳ تاسیس‌شد و در هارزه‌وینکل، آلمان قرار دارد. تولیدات مهم این شرکت شامل کمباین دروگر، دروگر علوفه، بسته‌بند علوفه (بِیلر) و تراکتور می‌باشد. کلاس، تا سال ۲۰۱۳ شمار ۴۵۰،۰۰۰ ماشین تولید کرده‌بود.